# Efrem Jindráček
Efrem Jindráček (* 15. února 1975, Praha) je český dominikánský kněz, filosof a teolog, profesor na Filosofické fakultě Papežské univerzity svatého Tomáše Akvinského v Římě, kde dříve zastával pozici proděkana.

## Životopis
Do dominikánského řádu vstoupil v roce 1993. Filosofii a teologii studoval na Cyrilometodějské teologické fakultě v Olomouci, studia ukončil diplomovou prací na téma „Princip individuality v Tomášově traktátu De ente et essentia“. Současně vystudoval filosofickou fakultu. Na kněze byl vysvěcen v roce 2002. V letech 2003–2005 pokračoval ve studiích na římském Angelicu. Od roku 2007 pracuje na Filosofickém ústavu Akademie věd ČR. Mši svatou slouží v dominikánském ritu.

### Příspěvky v českojazyčných sbornících (výběr)
- Subsistentní povaha duše jako formy, in Distance, revue pro kritické myšlení 4, r. 2001 (dostupné online Archivováno 23. 9. 2015 na Wayback Machine.)
- Princip individuace v Tomášově traktátu De ente et essentia in Studia theologica 2/2001
- Užití filosofických termínů ousia, substantia a jejich odvozenin v dogmatu in Studia theologica 4/2003
- Paolo Barbò da Soncino: La vita ed il pensiero di un tomista rinascimentale in Archivum Fratrum Praedicatorum 78 (2008)
- Petr Nigri z Kadaně a jeho pojetí „pomyslného jsoucna" in Filosofický časopis 59 (2011)